# Askatuak Saski-Baloi Taldea
El Club Askatuak de Bàsquet (en basc Askatuak Saski-Baloi Taldea) és un club de bàsquet de la ciutat de Sant Sebastià (Guipúscoa). En l'actualitat és un club aficionat el primer equip del qual masculí milita en Divisió Autonòmica, però en el passat va arribar a tenir equip professional en el més alt nivell del bàsquet espanyol, la Primera Divisió de la Lliga Espanyola de Bàsquet (1976-1979), Lliga ACB (1988-89) i fins i tot va ser el primer club basc a participar en Competicions Europees disputant és dues ocasions la Copa Korac (1977-78 i 1978-79).

## Història

### Origen del club
El pare de l'actual Askatuak (el seu primer nom va ser Club Dicoproga de Bàsquet) va ser Josean Gasca, entrenador, pioner i promotor del bàsquet a la ciutat de Sant Sebastià. Gasca havia estat el fundador el 1958 del Club Atlètic Sant Sebastià, un club poliesportiu en el qual el bàsquet va ser la secció fundadora del club i, per tant, hi exercí un paper predominant en els seus inicis. L'Atlètic Sant Sebastià sota la batuta esportiva de Gasca va arribar a aconseguir la Primera Divisió de la Lliga Espanyola de Bàsquet el 1967, però després de tres temporades en l'elit, l'equip va acabar descendint i el 1973 la secció de bàsquet de l'Atlètic Sant Sebastià va quedar desmantellada, després d'enfrontar-se el propi Gasca a la direcció del club, la qual no compartia la idea de Gasca de professionalitzar la secció de bàsquet de l'Atlètic.
En aquella mateixa època es va formar un potent equip de bàsquet amateur a la veïna localitat d'Errenteria, el Don Bosco, format entorn d'un institut de formació professional dels Salesians situat en aquesta localitat. Amb patrocini de la Caixa d'Estalvis Provincial de Guipúscoa, el Don Bosco es va proclamar campió d'Espanya de Tercera Divisió i va aconseguir l'ascens a Segona divisió. El 1975, la Segona Divisió havia de ser per primera vegada un campionat unificat a nivell estatal espanyol.
No obstant això, el Don Bosco es va quedar sense patrocini de la Caixa d'Estalvis per afrontar el seu periple en Segona Divisió. Va ser llavors quan Josean Gasca, que havia donat per finalitzada la seva experiència com a entrenador a França, va muntar l'empresa Promosport, que va comprar la plaça del Don Bosco en Segona Divisió fent-se càrrec del deute de l'equip. Va trobar com a patrocinador l'empresa Dicoproga i va muntar un equip format, en part, per la plantilla del Don Bosco i per jugadors que havien militat en l'antic Atlètic Sant Sebastià tals com Segundo Azpiazu i Santiago Zabaleta així com per un americà, Ed Robota.
El Club Dicoproga de Bàsquet va començar la seva marxa amb un èxit rotund en el seu primer any d'existència, la temporada 1975-1976, aconseguint l'ascens a la Primera Divisió al primer intent després de quedar campió de la Lliga Nacional de Segona Divisió.

### Debut en Primera Divisió
El club va debutar a la Primera Divisió la temporada 1976-77 amb el nom de Dico's. El seu debut va ser excel·lent, va quedar empatat amb el Joventut de Badalona en la 5a plaça i va obtenir el passaport per jugar la Copa Korac.

### Neix l'Askatuak
Després de la seva primera temporada entre l'elit del bàsquet espanyol, l'equip es va quedar sense patrocinador. A l'any següent, en plena Transició política espanyola el club va adoptar el seu nom definitiu Askatuak Saski-Baloi Taldea - Club Askatuak de Bàsquet (askatuak significa en basc els lliures o els independents). Gasca fitxa un jugador americà, Essie Hollis que es converteix en la gran sensació del bàsquet espanyol la temporada 1977-78 per la seva capacitat anotadora i els seus espectaculars mats. Hollis es converteix en el màxim anotador de la Lliga, fent una mitjana de gairebé 40 punts per partit i portant l'equip de nou a la sisena plaça i a obtenir un lloc en la Copa Korac. Hollis va abandonar el club en finalitzar la campanya per provar sort a l'NBA.
No obstant això la campanya 1978-79, el club contínua sense patrocinador i amb dificultats econòmiques, malgrat substituir Essie Hollis per un altre gran jugador americà com Nate Davis, l'equip acaba descendint.

### Tornada a l'ACB
L'Askatuak cau de la Primera a la Primera B i d'aquí a la Segona Divisió en poc temps. El 1982 mor Josean Gasca, l'alma mater del club, cosa que suposa un dur cop per Askatuak. Iñaki Almandoz prendria les regnes de l'adreça del Club. Quan la tendència del club semblava molt negativa, la temporada 1984-1985 l'Askatuak es proclama campió de Segona i torna a la Primera B, categoria immediatament anterior a la màxima divisió (aleshores ja la Lliga ACB). Finalment la temporada 1987-88, i sense comptar amb patrocinador, l'Askatuak, de la mà dels nord-americans Abdul Jeelani i Lance Berwald i sota la direcció de 'Boliche' Domínguez aconsegueix, meritòriament i després de nou anys de travessia en el desert, la tornada a la màxima competició estatal.
Però el seu pas per la Lliga ACB és fugaç i, sota el nom i patrocini de Gipuzkoako Kutxa (Caixa Guipúscoa), disputa una única campanya en la qual perd la categoria.
Des del seu descens en 1988 l'Askatuak ha competit en les categories inferiors del bàsquet espanyol amb l'esperança de retornar alguna vegada a la Lliga ACB.
La temporada 1997-98, va quallar una digna campanya. Va acabar 7è en la Lliga Regular i va disputar el play-off d'ascens a la Lliga ACB. Va ser eliminat en 1/4 de final del play-off. Des de 1989 va ser la vegada que més a prop va estar de la tornada a l'elit. No obstant això la falta de patrocinador va obligar el club a descendir un graó i tornar a la Lliga EBA, categoria en la qual era viable mantenir-se econòmicament.
Les temporades 1998-99 i 1999-00 van ser molt dures per l'Askatuak. Va aconseguir obtenir el patrocini d'una empresa cafetera local: Cafès Aitona, i gràcies a això competeix en la Lliga EBA. De cara a la temporada 2000-01 la Federació Espanyola de Bàsquet va anunciar la creació d'una nova categoria intermèdia entre la Lliga LEB i la Lliga EBA, que es denominarà LEB-2. L'Askatuak busca els necessaris suports econòmics per assegurar-se una plaça en la LEB-2 i ho aconsegueix després de signar un conveni amb el seu patrocinador i les institucions públiques guipuscoanes.
Aquest fet no va permetre planificar la temporada adequadament i el Cafès Aitona-Askatuak sofreix fora mida al llarg de la temporada. Queda 9è, i juga el play-off pel descens, en el qual salva la categoria en el cinquè i últim partit davant el Doncel La Serena.

### Reinvenció de l'Askatuak
No obstant això aquella temporada 2000-01 es va produir un altre fet molt significatiu que ha marcat l'esdevenir de la història del club. Després d'anys de problemes econòmics, comença a sorgir un moviment a Guipúscoa que advoca per partir de zero, amb la creació d'un nou club que prengui el relleu de l'Askatuak. La temporada 2000-01 és la de la cristal·lització d'aquest nou projecte a Guipúscoa. De la mà d'alguns directius que han abandonat l'Askatuak crítics amb la direcció del club, del departament d'esports de la Diputació de Guipúscoa i del conegut representant de futbolistes Miguel Santos, es presenta el maig de 2001 el Donostiako Guipúscoa Basket, un nou club amb vocació de substituir l'Askatuak com a equip representatiu del bàsquet guipuscoà. La viabilitat del nou Guipúscoa Basket passava per matar l'històric Askatuak, tal com denuncien els rectors d'aquest últim club en aquella època.
El suport de la Diputació de Guipúscoa al nou projecte resulta determinant, ja que deixa sense el seu patrocini l'Askatuak i l'obliga a renunciar a la seva plaça en la Lliga LEB-2. El nou Guipúscoa Basket compra la plaça de l'Askatuak en la LEB-2. La substitució s'ha produït.
La temporada 2001-02 l'Askatuak no participa en cap competició i tracta de recompondre les seves finances i els seus múltiples problemes. Després de romandre una temporada en blanc i veure's obligat en la següent a jugar sota una llicència federativa prestada (la del Club Etxadi), s'ha reconvertit en un club completament amateur que juga en les categories regionals del País Basc. El testimoni com a club representatiu del bàsquet guipuscoà i donostiarra l'ha agafat el Guipúscoa Basket Club.
Després de la temporada 2009-10, l'Askatuak aconsegueix l'ascens a la Lliga EBA, reapareixent així en el bàsquet estatal.

## Jugadors històrics
- Anys 70: Ed Robota, Shegun Azpiazu, Dave Russell, Essie Hollis, Nate Davis, Estanis Ubarrechena, Fernando Galilea
- Anys 80: Abdul Jeelani, Lance Berwald, Essie Hollis
- Anys 90: Charles Pittman, Treg Lee, Gabriel Estaba, Quino Salvo, Mikel Cuadra
- Anys 2000: Aundre Branch

## Entrenadors històrics
- Anys 70: José Antonio Gasca
- Anys 80: Shegun Azpiazu, José Luis Domínguez, Jaume Ventura
- Anys 2000: Fernando Galilea, David Blanca